# Lokwelt Freilassing
Die Lokwelt Freilassing ist ein von der Stadt Freilassing und dem Deutschen Museum betriebenes Eisenbahnmuseum in Freilassing. Das Museum befindet sich auf dem Gelände des ehemaligen Bahnbetriebswerks Freilassing der Deutschen Bahn AG und beherbergt einen Teil der Eisenbahnsammlung des Deutschen Museums. Der andere Teil dieser Sammlung befindet sich im Verkehrszentrum des Deutschen Museums auf der Münchner Theresienhöhe.

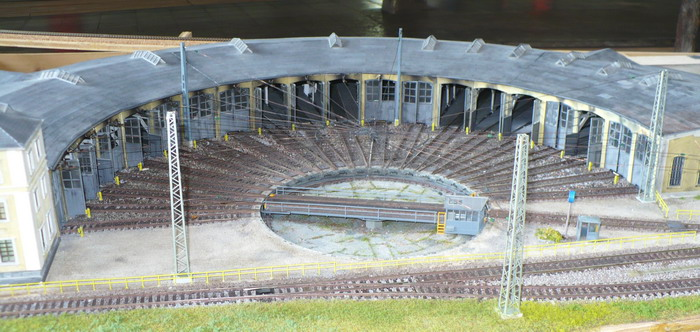
Modell des Ringlokschuppens Freilassing

## Gelände
In der Zeit von 1902 bis 1905 wurde das an der Bahnstrecke München–Salzburg gelegene Bahnbetriebswerk erbaut. Dazu zählen neben dem 20-ständigen Ringlokschuppen samt Drehscheibe ein eigenes Elektrizitätswerk sowie weitere Werkstätten und Einrichtungen zur Unterhaltung und Wartung von Eisenbahnwagen, Triebwagen und Lokomotiven. Die Deutsche Bahn AG nutzte das Gelände bis 1994. Mit Schließung und Auflösung der Lehrwerkstätte 1998 war die Ära Bahnbetriebswerk Freilassing endgültig vorbei. Die Gebäude wurden im gleichen Jahr unter Denkmalschutz gestellt. Im Jahr 2003 erwarb die Stadt Freilassing in Kooperation mit dem Deutschen Museum das Gelände. Die Sanierungs- und Aufbauarbeiten für das Museum „Lokwelt Freilassing“ begannen im Herbst 2004. Fast zeitgleich wurde der Verein „Freunde des Historischen Lokschuppens 1905 Freilassing e. V.“ gegründet, der das Museum tatkräftig unterstützt. Am 2. September 2006 wurde die Lokwelt Freilassing offiziell für Besucher eröffnet.
Das Dach der Gebäude wurde vom Orkan Kyrill am 18./19. Januar 2007 so stark beschädigt, dass die Lokwelt vorübergehend geschlossen werden musste. Das Dachtragwerk wurde inzwischen abgestützt, so dass die Stabilität wieder sichergestellt ist. Auch die anderen Schäden wurden soweit behoben, dass die Lokwelt wieder uneingeschränkt besucht werden kann.

## Museumsprojekt
Auf siebzehn von zwanzig Gleisständen des Ringlokschuppens sind zahlreiche Exponate zum Thema „150 Jahre Bahngeschichte“ ausgestellt. Darunter befindet sich ein großer Bestand der Eisenbahnsammlung des Deutschen Museums, der aus Platzgründen nicht in die 2006 eröffnete Zweigstelle Verkehrszentrum übernommen werden konnte. Über den Umzug der Exponate berichtete Bahn TV unter dem Titel Ein Museum zieht um. Auch ein paar Exponate aus dem Bestand des Verkehrsmuseums Nürnberg gibt es zu besichtigen. Die restlichen drei verbleibenden Gleisstände dienen als Werkstätten zur Restaurierung, Wartung und Pflege historischer Lokomotiven und Wagenmaterials. Eine Modellanlage zeigt einen Nachbau des Bahnbetriebswerks Freilassing zur Zeit der Nutzung durch die Deutsche Bundesbahn. Für Kinder im Alter von 6 bis 12 Jahren bietet die Lokwelt Freilassing eine spielerische Erkundung (sogenannte Kinderwelt) der Themen Eisenbahn und Technik an. An bestimmten Tagen finden zusätzliche Veranstaltungen und Aktionstage statt. Die Fahrzeugsammlung wird kontinuierlich erweitert.

## Ausgestellte Fahrzeuge

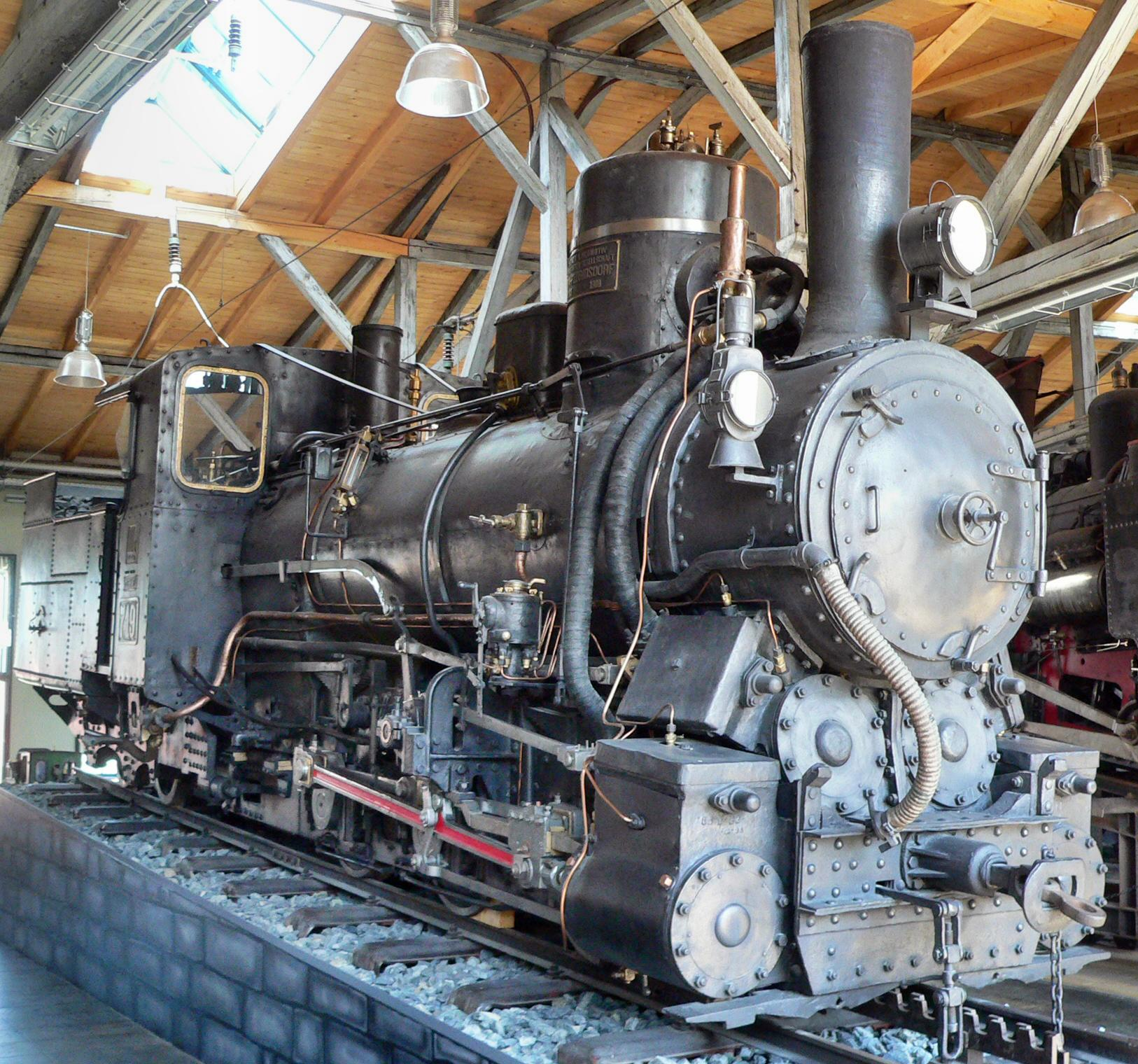
Zahnraddampflok IIIc5 719

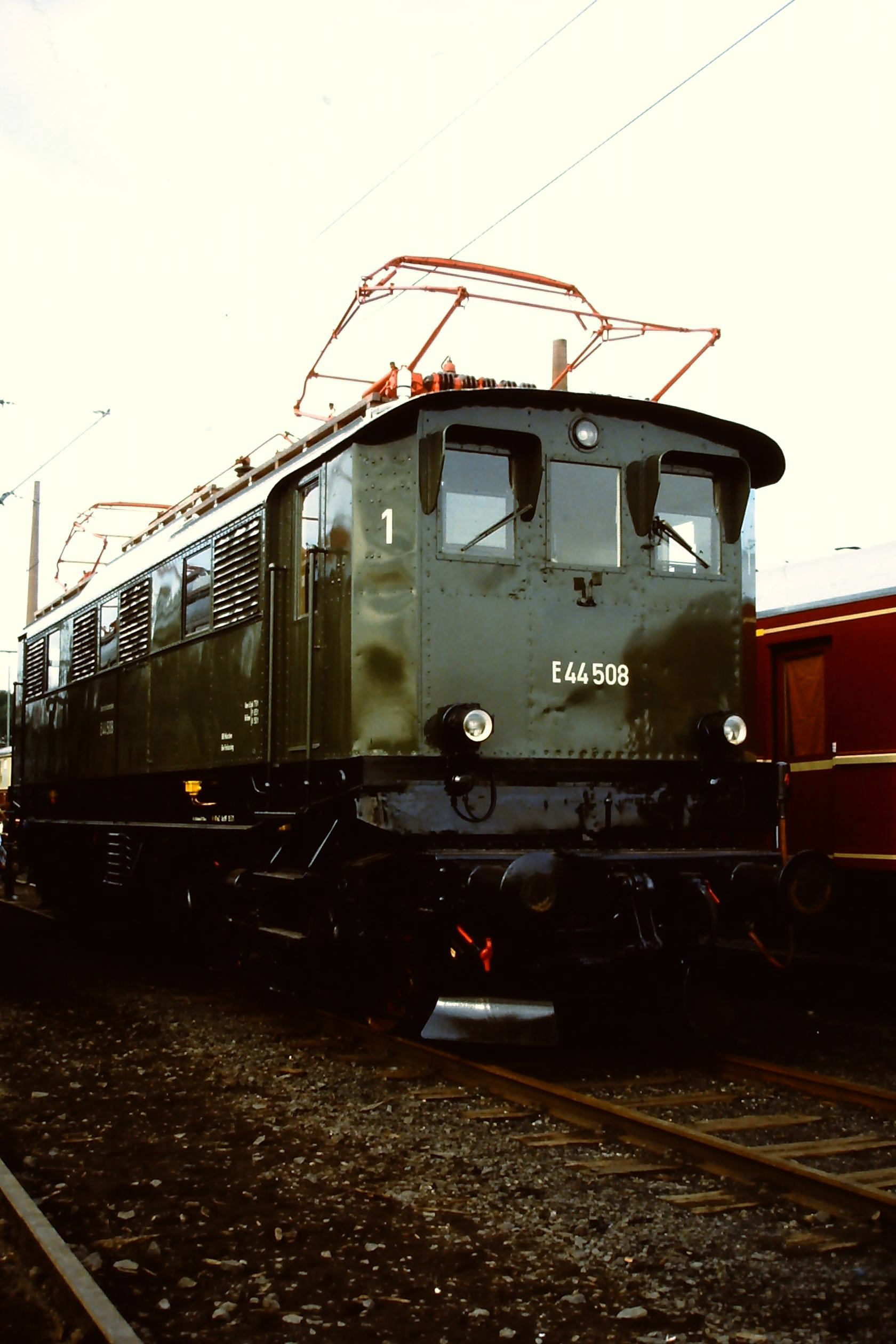
E 44 508

- Schnellzuglok Gattung B IX „1000“ Maffei mit Tender (längs aufgeschnitten)
- Zahnraddampflokomotive IIIc5 Nr. 719 der Bosnisch-Herzegowinischen Landesbahn
- Lokomotive 1 der Wendelsteinbahn mit Wagen
- Zahnraddampflokomotive Z 3 der Schafbergbahn
- E-Güterzuglokomotive De 2/2 der Burgdorf-Thun-Bahn
- E-Lokalbahnlokomotive LAG1
- E-Schnellzuglokomotive E 16 07
- E-Lok E 44 (244 051-9)
- E-Schnellfahrlokomotive 103 167-3
- E-Lok E 44.5 (144 508-9); 144 502-2 befindet sich außerhalb des Museums und ist im Bereich des Bahnhofs in der Nähe der Lindenstraße abgestellt
- Diesellokomotive V 140 001
- Feldbahndiesellokomotive mit Lore
- Prinzipfahrzeug - Magnetschwebefahrzeug mit Kurzstator-Linearmotorantrieb, erbaut 1971, Messerschmitt-Bölkow-Blohm in Ottobrunn[2][3]
- Eisenbahnabteil IV. Klasse (1870)
- Eisenbahnabteil der II. und III. Klasse (1920)
- Eisenbahnabteil 1. und 2. Klasse der DB (1970)
- Antriebsanlage einer Diesellok BR 218
- Führerstand mit Kesselquerschnitt sowie Treibachse einer S 3/6 Schnellzuglokomotive
- Radsätze des ICE
- Gleisbaumaschinen der Firma Robel
- Diverse Gleisbaumaschinen (Bestand Deutsches Museum)
- Stellwerk vom Bahnhof Polling
- Mechanisches Stellwerk
- Signalsteg vom Bahnhof Spaichingen
- Modell des Bahnbetriebswerks Freilassing

## Modellbahn
In der Lokwelt wurde von der Abteilung Modellbau eine Modellbahn-Anlage im Maßstab 1:87 (H0) gebaut. Die Modellbahnanlage steht auf dem Gleisstand 3, welcher sich unmittelbar in der Nähe des Einganges befindet.
Des Weiteren wurde ab 2010 eine zweite Modellbahn-Anlage im LGB-Maßstab 1:22,5 (IIm) im Keller gebaut. Aufgrund eines Wasserschadens durch das Hochwasser im Juni 2013 musste die LGB-Anlage aus dem Keller vorübergehend in den normalen Museumsbereich umziehen. Die Anlage wurde Ende 2014 wieder in Betrieb genommen.

## Gartenbahn
Seit dem Jahr 2009 ist auf dem Freigelände der Lokwelt eine Gartenbahn aufgebaut. An bestimmten Tagen wird für die Museumsbesucher auf dieser Fahrbetrieb zur Mitfahrt angeboten.
Bildergalerie Orient-Express in Freilassing 2006
Foto: Helmut Edthaler, Gerald Habicht

Link zum Bild

## Sonstiges
Im Oktober 2006 „besuchte“ der Nostalgie-Istanbul-Orient-Express (NIOE) als erster Sonderzug die im September eröffnete Lokwelt Freilassing. Mitte bis Ende November 2006 machte der Zug Station im Bahnpark Augsburg, bevor er zu einer Sonderfahrt von Augsburg nach Salzburg startete. Eine Besichtigung des Zuges war dort an zwei Tagen möglich.